# Siemens S65
Siemens S65 je prenosni telefon višjega razreda, ki ga je izdeloval nemški Siemens Mobile od marca 2004 do konca leta 2005.
Nabor aplikacij je prvenstveno namenjen poslovnim uporabnikom. Telefon preko povezave GPRS podpira pošiljanje sporočil MMS in vključuje tudi odjemalca za e-pošto ter spletni brskalnik s podporo za WAP 2.0/XHTML. Vgrajena kamera z ločljivostjo 1,3 megapiksla lahko zajema fotografije velikosti 1280 × 960 slikovnih pik in videoposnetke velikosti 176 × 144 pik. Marca 2005 je bila izdana različica Siemens SP65 brez vgrajene kamere.